# Rízhskaya
Rízhskaya (en ruso: Рижская) es una estación del Metro de Moscú situada en el Distrito de Meshchansky de esa misma ciudad. La estación se encuentra en la línea Kaluzhsko-Rízhskaya, entre las estaciones de Alexéyevskaya y Prospekt Mira.

## Nombre
La estación recibe su nombre a la proximidad con la Estación Rizhsky que, a su vez, recibe su nombre por la capital de Letonia, Riga, puesto que es desde allí desde donde salen los trenes a dicha ciudad.

## Historia
La estación se inauguró el 1 de mayo de 1958.

## Diseño

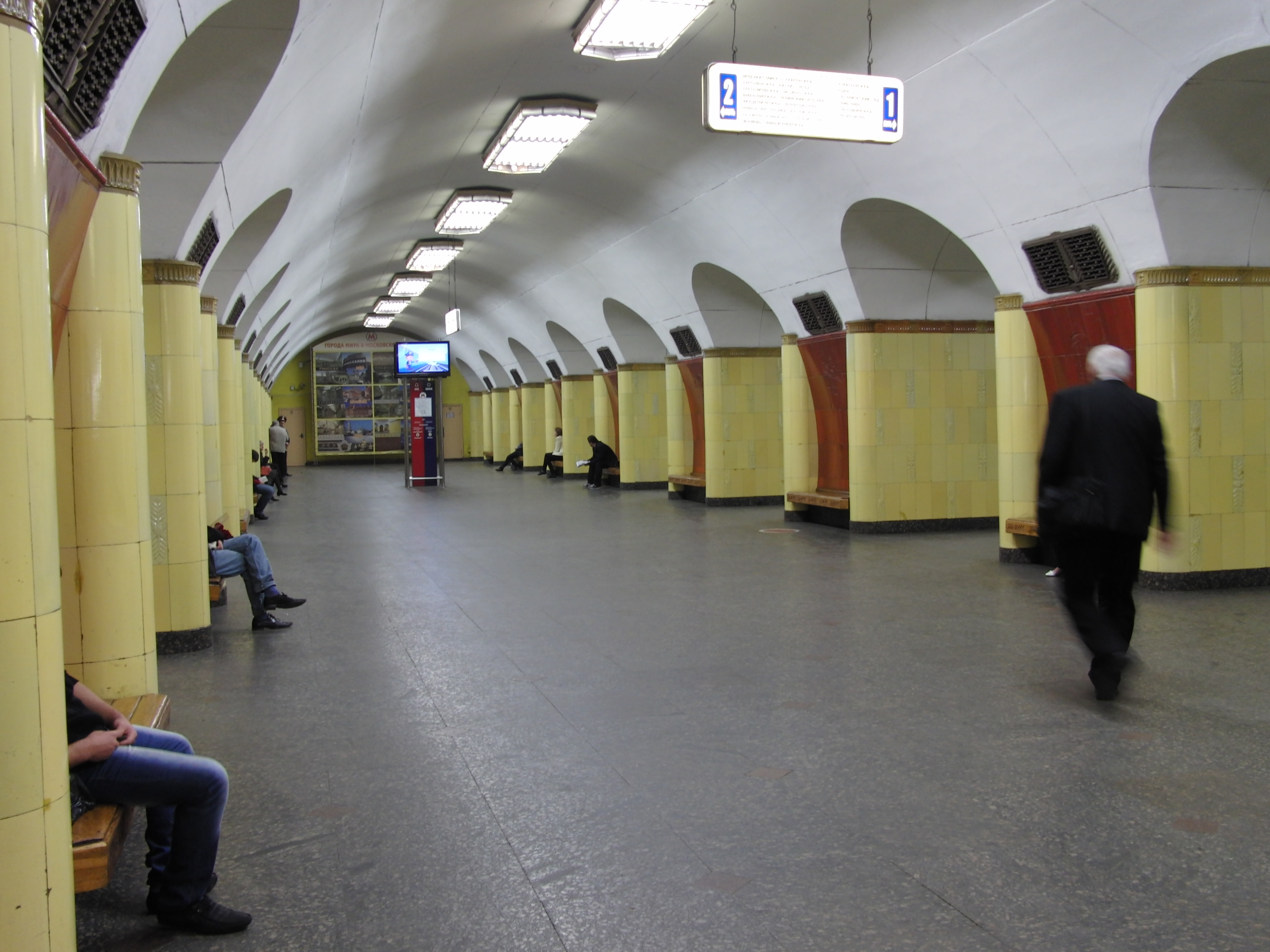
Pasillo central de la estación

La estación fue diseñada por los arquitectos letones A. Reinfelds y V. Apsītis. Las coloridas cerámicas letonas utilizadas en toda la estación hacen que sea fácilmente reconocible. Los pilares, que siguen la forma curva de la estación, están recubiertos de azulejos de marrón rosado junto con pilotes recubiertos de azulejos amarillo limón y decorados con cornisas de color dorado. Las rejas de ventilación de la parte superior están decoradas con el escudo de armas de la República Socialista Soviética de Letonia.

## Accesos
El vestíbulo con forma circular, diseñado por los mismos arquitectos que idearon el resto de la estación, se encuentra en la plaza Rizhskaya, al este de la avenida Mira.